# محكمة

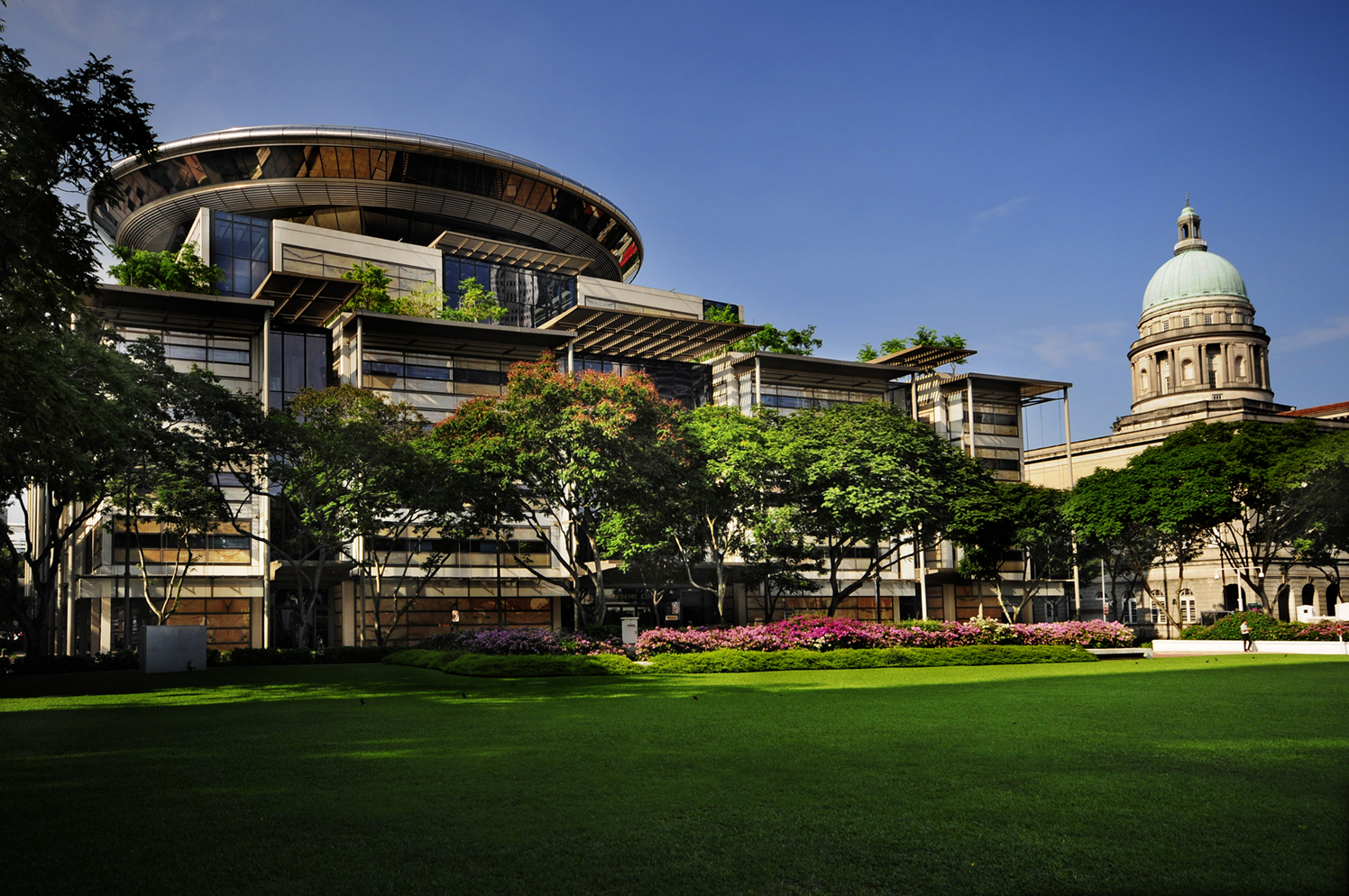
المقرين القديم والحديث للمحكمة العليا في سنغافورة

المحكمة مقر يتم فيه التقاضي بين المختصمين، وهي مدنية تتبع السلطة القضائية التي  يجب أن يكون لها استقلاليتها ضمن سلطات الدولة الثلاث. فهي مستقلة عن السلطة التشريعية (البرلمان)، ومستقلة عن السلطة التنفيذية (الحكومة، والشرطة).
رمز المحاكم هو ميزان العدالة في ضوء قوانين البلاد. وتتدرج المحاكم إلى ثلاثة درجات أولها محكمة البداية وثانيها محكمة الاستئناف وثالثها محكمة التمييز والتي يطلق عليها في بعض الدول المحكمة العليا.
وللجيش محكمته وتعرف بالمحكمة العسكرية، ولجهاز أمن الدولة محكمته في بعض الدول. كما تنشأ المحاكم العرفية في ظل الأحكام العرفية في الدول التي تنشأ فيها الفوضى لأي سبب من الأسباب.
ويختلف النظام القضائي بين الدول حيث يطبق نظام المحلفين في بعضها ولا يطبق في البعض الآخر ولكل فلسفته في النظر إلى نظام العدالة وتطبيقها. كما ويطبق نظام القاضي الواحد، أو لجنة قضاة يرأسها أحدهم في المحاكم التي تخلو من المحلفين وتسمى كلي سواء كانت مدنية أو جنائية.
ويتم توزيع مختلف القضايا على هذه المحاكم وفقاً لمجموعة من الضوابط التي أقرها المُشرِّع حتى تكون كل محكمة قادرة على إصدار الحكم العادل في النوع التي تختص بالفصل فيه، ومراعاةً للاتساع الجغرافي للدولة فقد أقر المُشرِّع قواعد محددة يتم بمقتضاها نشر المحاكم وتوزيع العمل بينها على مستوى الدولة؛ حتى يتيسر الالتجاء إلى القضاء عند مخالفة القانون

## طالع أيضًا
- محكمة متنقلة
- رسم قاعة المحكمة
- سلطة قضائية
- قضاء
- قاض
- محكمة البداية
- محكمة الاستئناف
- محكمة التمييز